# Соціологія інтернету
Соціологія Інтернету охоплює застосування соціологічних теорій та методів в Інтернеті, як джерела інформації та комунікації. Соціологи занепокоєні соціальними наслідками технологічного прогресу, новими соціальними мережами, віртуальними спільнотами і способами взаємодії та впливу один на одного, які появились, а також питаннями, що пов'язані з кібер-злочинністю.
Інтернет — новітній прорив в інформаційній сфері- є об'єктом зацікавлення для соціологів у аспектах, таких як: сфера дослідження, наприклад, за допомогою онлайн-опитувань, на противагу паперовим анкетам, а також, як дискусійний майданчик та, власне, тема дослідження. Соціологія Інтернету в буквальному розумінні, стосується аналізу інтернет-спільнот (наприклад, груп новин), віртуальних спільнот та світів, змін, що виникли у результаті використання нових засобів масової інформації, таких як Інтернет, а також соціальних змін в цілому під час переходу від індустріального до інформаційного суспільства. Інтернет-спільноти можна досліджувати статистично, за допомогою аналізу мережі, і в той же час якісно пояснювати, наприклад, використовуючи віртуальну етнографію. Соціальні зміни можна вивчати за допомогою статистичної демографії або через тлумачення змін у сфері повідомлень та символів в інтернет-дослідженнях засобів масової інформації.

## Поява дисципліни
Інтернет є відносно новим явищем. Як писав Роберт Дарнтон, це революційна зміна, що «відбулась вчора, чи позавчора, в залежності від того, як Ви вимірюєте її.» Інтернет удосконалився з ARPANETy, що появився у 1969 року; сам термін «Інтернет» було запропоновано в 1974 році. Всесвітня павутина, якою ми знаємо її сьогодні, сформувалась у середині 1990-х років, коли появився графічний інтерфейс і послуги, такі як електронна пошта, стали популярними і доступними людям, непов'язаним із наукою, військовою справою чи комерційною діяльністю. Internet Explorer вперше появився в 1995 році; Netscape випустили через рік. Корпорацію Google було засновано в 1998 році Вікіпедію створили в 2001 році. Facebook, MySpace, YouTube з'явились на ринку в середині 2000-х. Кількість інформації, доступна в мережі та кількість користувачів Інтернету в усьому світі продовжує стрімко зростати. Термін «цифрова соціологія» сьогодні стає все більш і більш популярним для позначення нових напрямків у соціологічних дослідженнях сфері цифрових технологій, що появились з виникненням Web 2.0.

## Основні напрямки досліджень
За словами Ді Маджо (2001), дослідження, як правило, зосереджені на використанні Інтернету в п'яти сферах:
1. нерівність (питання цифрового розколу)
2. співтовариств і соціального капіталу (питання зміщення часу)
3. участі в політичному житті (питання суспільної сфери, дорадчої демократії та громадянського суспільства)
4. організацій та інших економічних інститутів
5. участі у культурному житті та культурному розмаїтті

Раніше передбачали, що Інтернет змінить все (або ж нічого); однак, з плином часу, виник консенсус і, принаймні, на нинішньому етапі розвитку, Інтернет доповнює, а не витісняє інші засоби масової інформації. Це спонукає до переосмислення ідеї «конвергенції старих і нових засобів масової інформації», що панувала в 1990-х роках. Крім того, Інтернет дає нам рідкісну можливість вивчати зміни, спричинені появою та розвитком Інформаційно-комунікаційних технологій (ІКТ)

## Вплив Інтернету на суспільство
Інтернет створив нові форми соціальної взаємодії та впливу, серед яких вебсайти, соціальні мережі, наприклад, Facebook і MySpace та сайти, такі як meetup.com і Couchsurfing, що полегшують спілкування людей.
Хоча раніше вважалось, що віртуальні спільноти, охоплюватимуть лише віртуальні соціальні зв'язки, дослідники зазначають, що навіть ті зв'язки, які виникли на віртуальному просторі часто підтримуються і поза ним(офлайн)
Існують постійні дискусії щодо впливу Інтернету на сильні і слабкі соціальні зв'язки, створення соціального капіталу, місце Інтернету в тенденції соціальної ізоляції, а також, формування різноманітного соціального середовища.
Часто говорять, що Інтернет є новим кордоном, і є низка доказів того, що соціальна взаємодія, співпраця і конфлікти серед користувачів мережі нагадують анархічний і насильницький американський кордон початку 19-го століття.
У березні 2014 року, вчені з Університету Бенедиктин у Месі штат Аризона вивчали вплив онлайн-спілкування на зустрічі в реальному житті. Вони досліджували реакції організму 26 студенток з електродами для вимірювання тривожності. Перед зустріччю з людьми в реальному житті, студентам було показано фотографії. Дослідники виявили, що після перегляду фото при зустрічі з людиною в реальності, збільшувалось збудження, яке пов'язане з підсиленням тривожності організму. Ці дані підтверджують результати попередніх досліджень, що виявили схильність соціально заклопотаних людей до онлайн спілкування. Дослідження також показали, що збудження може бути пов'язаним з позитивними емоціями і може призвести до позитивних відчуттів.

### Політика і цензура
Інтернет став актуальним засобом здійснення політичної діяльності. Американська президентська кампанія Говарда Діна в 2004 році прославилася своєю здатністю генерувати пожертвування через Інтернет, а в 2008 році кампанія Барака Обами досягла ще вищого рівня організації.
Уряди країн також впливають на Інтернет. Деякі країни, такі, як Куба, Іран, Північна Корея, М'янма, Народна Республіка Китаю і Саудівська Аравія застосовують спеціальне програмне забезпечення фільтрації і цензури, щоб обмежити доступ до інформації в Інтернеті. В інших країнах, включаючи США, були прийняті закони, що роблять зберігання чи поширення певних матеріалів, таких як дитяча порнографія незаконною, але при цьому не використовують програмне забезпечення для фільтрації контенту.

### Економіка
Хоча багато було написано про економічні переваги інтернет-торгівлі, є також свідчення того, що деякі аспекти в Інтернеті, наприклад, карти і сервіси, що надають інформацію про розташування послуг можуть посилювати економічну нерівність і провокувати розкол в цифрових технологіях.

### Філантропія
Поширення недорогого доступу до Інтернету в країнах, що розвиваються, відкрило нові можливості для однорангової мережі благодійних організацій, що дозволяють окремим особам робити внески у невеликих кількостях в благодійні проекти для інших осіб.

### Дозвілля
Інтернет став основним джерелом дозвілля ще до появи Всесвітньої павутини, і був представлений розважальними соціальними експериментами, як MUDs та MOOs, які містились на університетських серверах. Сьогодні багато інтернет-форумів мають окремі розділи, присвячені іграм і смішним відео; Також популярними є короткі мультфільми у вигляді Flash-фільмів. Понад 6000000 людей використовують блоги як засіб спілкування та обміну ідеями.
Порнографія та азартні ігри повною мірою скористалися всесвітньою павутиною, і часто є значним джерелом доходів для інших сайтів. Хоча уряди країн робили спроби запровадити цензуру на інтернет-порно, інтернет-провайдери стверджують, що ці плани неможливі.
Багато людей використовують Інтернет, щоб скачати музику, фільми чи книги і мати можливість розслабитись.
Інші використовують Всесвітню павутину, щоб мати доступ до новин, погоди та спортивних подій, планувати та бронювати відпочинок і дізнаватись більше інформації про свої інтереси та захоплення.
Люди також обмінюються повідомленнями та електронними листами, щоб познайомитись з новими людьми і залишатися на зв'язку з друзями по всьому світу.